# Julian Herrmann

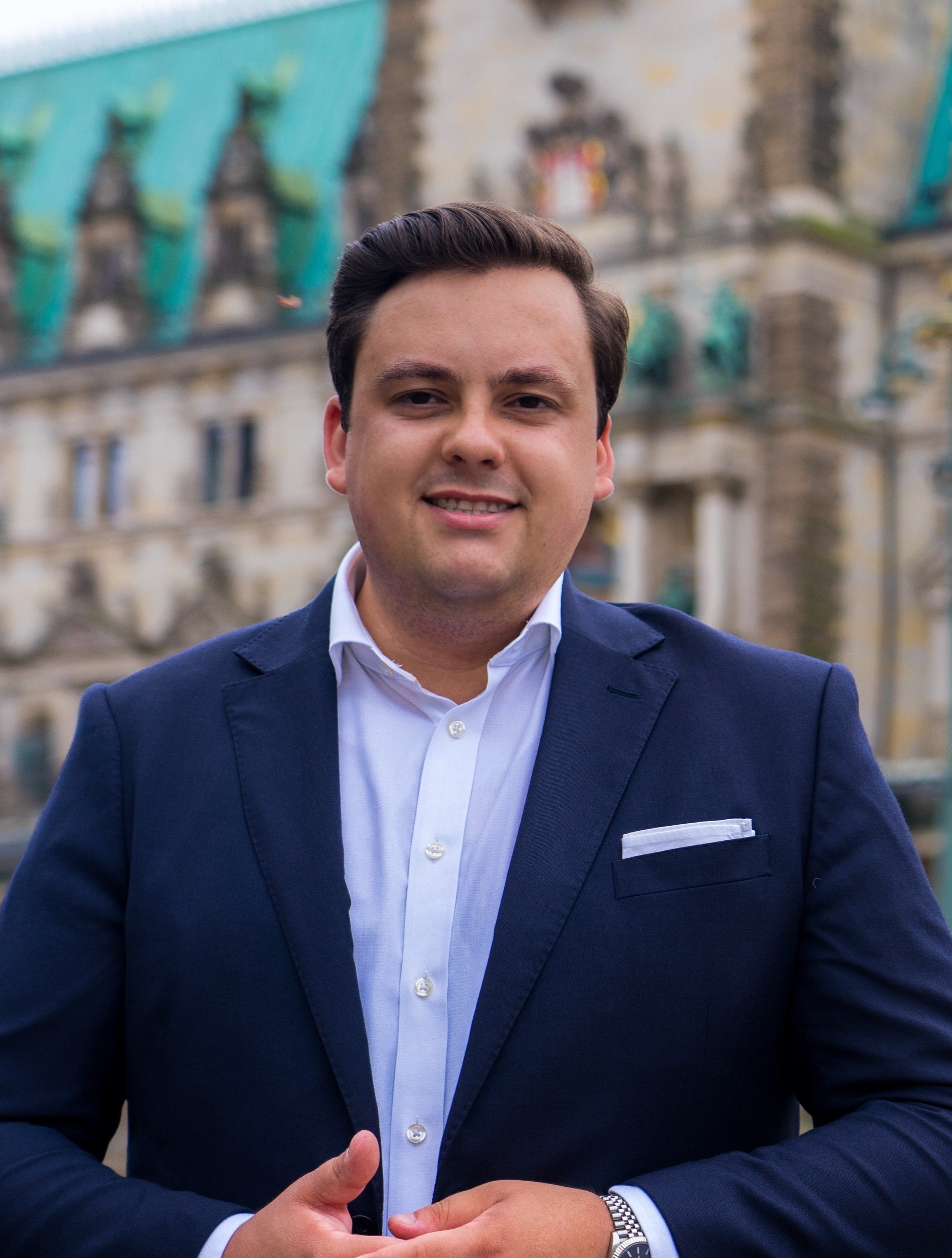
Julian Herrmann (2024)

Julian Herrmann (* 2. August 1995 in Hamburg) ist ein deutscher Politiker (CDU). Er wurde im März 2025 in die Hamburgische Bürgerschaft gewählt. Seit Februar 2024 gehört er dem Landesvorstand der CDU Hamburg an und seit November 2023 ist er Beisitzer im Bundesvorstand der Jungen Union Deutschlands.

## Biografie

### Ausbildung und Beruf
Julian Herrmann absolvierte sein Abitur am Gymnasium Klosterschule in Hamburg. Danach absolvierte er ein duales Bachelorstudium an der HSBA – Hamburg School of Business Administration in Kooperation mit einem großen deutschen Versicherungskonzern, das er 2018 erfolgreich abschloss. Anschließend schloss er 2020 ein Masterstudium an der WHU – Otto Beisheim School of Management ab. Während des Masterstudiums wurde er mit einem Stipendium der Konrad-Adenauer-Stiftung gefördert und verbrachte ein Auslandssemester an der Grenoble École de Management in Frankreich. Seit Abschluss seines Studiums ist Herrmann als Projektleiter bei einem Versicherungsunternehmen tätig.

### Politik
Julian Herrmann trat 2017 in die Junge Union und in die Christlich-Demokratische Union Deutschlands ein. Er wurde 2019 zum stellvertretenden Landesvorsitzenden der Jungen Union in Hamburg gewählt und gehört seitdem in unterschiedlichen Funktionen dem Landesvorstand der JU Hamburg an. Im November 2023 wurde Herrmann als Beisitzer in den Bundesvorstand der JU Deutschlands gewählt und war dort stellvertretender Vorsitzender der Bundeskommission Steuern und Finanzen. Seit seiner Wiederwahl im Oktober 2025 ist er Vorsitzender der Kommission für Infrastruktur, Bau und Innovation.
Seit 2021 ist Julian Herrmann Mitglied im Kreisvorstand der CDU Hamburg-Nord und seit Februar 2024 Mitglied im Landesvorstand der CDU Hamburg. Bei der Aufstellung zur Hamburgischen Bürgerschaft im Wahlkreis 9 Barmbek – Uhlenhorst – Dulsberg konnte sich Herrmann gegen den Amtsinhaber Stephan Gamm durchsetzen und wurde auf Platz 1 der Wahlkreisliste aufgestellt. Bei der Wahl zur 23. Hamburgischen Bürgerschaft am 2. März 2025 wurde er dann für die CDU im Wahlkreis gewählt.
Im August 2024 organisierte Julian Herrmann den Übertritt des ehemaligen Landesvorsitzenden der Jungen Liberalen in Hamburg, Nils Knoben, von der FDP zur CDU.